# 歐洲聯盟選擇退出權

选择退出权擁有國
無选择退出权擁有國

欧洲联盟中，选择退出权（opt-out）是指选择性地不加入或不执行某项欧盟法律或者条约的权利。欧盟法律在欧洲联盟成员国基本都是有效的，但偶尔成员国可以选择排除一些欧盟的法律和条约，从而避免参与部分政策领域。现如今，共有三个国家取得这样的地位：丹麦和爱尔兰拥有两项，波兰拥有一项。选择退出权的一般机制是全部退出某决策领域，但也存在对某一决策领域进行逐案审议决定的权利，例如：爱尔兰在欧盟司法领域的立法有逐案决定是否参与的权力（即选择参与权，opt-in），而丹麦则完全退出了这一领域而行使了选择退出权（opt-out）。

## 总览表
| 国家 | 选择退出权数量 | 政策领域 | 政策领域 | 政策领域                                      | 政策领域                                      | 政策领域                                      |                                               |
| 国家 | 选择退出权数量 | 申根区 | 歐洲聯盟經濟暨貨幣聯盟                                                                                             | 自由、安全與正義的領域                        | 歐洲聯盟基本權利憲章                          | 社会宪章                                      |                                               |
| --- | --- | --- | --- | --------------------------------------------- | --------------------------------------------- | --------------------------------------------- | --------------------------------------------- |
| 丹麦 | 2 | INT | O | O                                             | NO                                            | NO                                            |                                               |
| 爱尔兰 | 2 | O (选择参与权) | NO | O (选择参与权)                                | NO                                            | NO                                            |                                               |
| 波蘭 | 1 | NO | NO | NO                                            | O                                             | NO                                            |                                               |
| 英国（現已退出歐盟）                                                                                               | 4 | O (选择参与权) | O | O (选择参与权)                                | O                                             | F                                             |                                               |
| 圖例 | | | |                                               |                                               |                                               |                                               |
| - O – 现有效的选择退出权 - F – 被废除的选择退出权 - INT – 在政府间而不在欧盟法律下参与 - NO – 完全参与各个政策领域 | - O – 现有效的选择退出权 - F – 被废除的选择退出权 - INT – 在政府间而不在欧盟法律下参与 - NO – 完全参与各个政策领域 | - O – 现有效的选择退出权 - F – 被废除的选择退出权 - INT – 在政府间而不在欧盟法律下参与 - NO – 完全参与各个政策领域 | - O – 现有效的选择退出权 - F – 被废除的选择退出权 - INT – 在政府间而不在欧盟法律下参与 - NO – 完全参与各个政策领域 | "选择参与权" – 能够一个一个议案地决定是否参与 | "选择参与权" – 能够一个一个议案地决定是否参与 | "选择参与权" – 能够一个一个议案地决定是否参与 | "选择参与权" – 能够一个一个议案地决定是否参与 |

## 现状
截至目前，三国在4个政策领域有正式的选择退出权。

### 申根协定 – 爱尔兰

参加协定的欧盟国家
应参加实际未参加之欧盟国家
有选择退出权的欧盟国家
参加协定的非欧盟国家
事实上参加协定的非欧盟国家
拥有开放边界的非欧盟国家

申根协定废除了欧盟成员国之间的边境管制，而1997年签定的阿姆斯特丹条约被并入歐洲聯盟基本條約后，爱尔兰和英国获得免于执行申根公约的权力，因为两国是唯二未签署过阿姆斯特丹条约的欧盟成员国。不过，在全体阿姆斯特丹条约签署国的同意下，申根既有规范协议明确指出，两国可以在逐案审议决定的基础上选择性地加入申根规则。爱尔兰和英国只在开放北爱尔兰边界之共同旅行區采纳了这一选择性参与的权利，即英国和爱尔兰向作为欧盟成员国的彼此采用一定的申根规范开放边界。在共同旅行區之前，英国政府提议，爱尔兰公民进入英国应当持有护照，有呼声要求爱尔兰加入申根区。然而时任爱尔兰总理伯蒂·埃亨在回应这一事项的相关问题时称，“关于这是否是共同旅行区的终结以及我们是否应当加入申根区，答案是否定的。”这项选择性加入不能从申根信息系统获取信息而可能妨害英国在制止跨境犯罪方面的能力，因此在英国受到批评。
阿姆斯特丹条约中关于申根既有规范的协议和关于丹麦地位的协议要求作为申根协定签署方的丹麦必须继续履行原先协定中的义务，但对于申根规范的未来发展在政府间层面有选择权，而不是通过刑事領域警務與司法合作支柱下的欧盟法律来实现参与，因而获得了选择退出权。但是协议规定，如果丹麦选择不实施未来发展出的申根规范，欧盟及其成员国会考虑”采取合适的手段“。在里斯本条约的谈判中，丹麦将在自由、安全與正義的領域（原先的司法和内政合作这一欧盟支柱的）的选择退出权（opt-out）转为像英国和爱尔兰那样较为灵活的逐案决定选择参与权(opt-in)。协议要求，如果丹麦选择了后者，其将被欧盟法律下的申根规范管辖，而非在原先的政府间基础上。在2015年丹麥退出歐盟公投中，53.1%的投票民众拒绝了这一选项，选择维持原先状态。

### 经济和货币联盟 – 丹麦
欧洲联盟成员国

  欧元区19国
  處於欧洲汇率机制的歐盟成員國(保加利亚及克罗地亚)
  处于欧洲汇率机制下，有選擇退出權(丹麦)
  不处于欧洲汇率机制下，但应当在符合趋同标准时加入欧元区(捷克、匈牙利、波兰、羅馬尼亞、瑞典)

非欧洲联盟成员国

  根据货币协议使用欧元的4国(安道尔、摩纳哥、圣马力诺、梵蒂冈)
  单边使用欧元的2国(科索沃、蒙特內哥羅)

除丹麦外的所有欧盟成员国都采用了欧元或者有采用欧元之法律义务。在马斯特里赫特条约谈判中，寄予丹麦决定是否参与和何时采用欧元的权力。丹麦随后告知欧洲共同体理事会将选择性退出而不采用欧元，这一点被后来的1992年爱丁堡协议及一项理事会决议所涵盖，在后来1992年丹麦公投的首次被拒绝后生效。这一协议的目的是协助条约在第二次公投中取得通过，而在第二次公投中条约缺失获得通过。
英国直到2020年退出歐盟為止都不曾使用歐元或加入ERM II。1997年，托尼·布莱尔领导的工党政府称，如果在公投中取得民众同意，并且托尼·布莱尔所提出的五项测试标准被满足，英国应加入采用欧元。之后联合政府的政策以及2010年英國大選，先于2015年英國大選表达了对进入欧元区的反对。
2000年丹麦选民在一次公投拒绝加入欧元区，这场参与率为87.6%的公投显示53.2%的反对民众稍领先于46.8%的支持民众。
剩余国家均有义务在满足其加入条约基础下采用欧元，而加入的先决条件是欧洲汇率机制的成员资格，介入欧洲汇率机制（ERM）属于自愿行为，因此这些国家通过控制其货币政策是否满足欧洲汇率机制要求最终决定了其采用欧元的时间。

### 歐洲聯盟基本權利憲章 – 波兰

宪章签约国家
对宪章有选择退出权的国家

波兰和英国获得里斯本条约中歐洲聯盟基本權利憲章与其国内法的关系的澄清，缩减了欧洲法院在宪章相关议题上裁决对波兰和英国法院的影响程度。波兰执政党法律與公正党主要关注这一宪章是否会使得波兰因欧洲其他地区法院的裁决而被迫寄予同性恋情侣等同于异性恋情侣所拥有的各项权益，而英国则担忧宪章被用来修改英国的劳工法，尤其是其允许更多罢工的部分。英国下议院的欧洲审查委员会以及工党保守党成员却质疑条约的行文，断言澄清可能不能如政府所标的的那样措辞强烈且清晰。
在公民纲领赢得2007年波兰议会选举后，该政党宣布了其不会使波兰选择性退出这一宪章，使得英国成为唯一一个不接纳该宪章的国家。不过，波兰新任首相和公民纲领（Civic Platform）领导人唐納德·圖斯克修饰了这项承诺，称在签署宪章前会考虑其中风险。在2007年11月23日，尽管首相的政党和执政联盟伙伴波蘭人民黨倾向于签署宪章，首相唐納德·圖斯克最终不会签署宪章。同时他也表示前任政府的谈判结果值得称赞，并且称他需要法律與公正的支持以获取在波兰议会中批准里斯本条约所需要的绝对多数议席。在波兰签署里斯本条约后不久，波兰众议院通过了一项决议，表达了其希望能退出条约中波兰相关协议的意愿。时任波兰首相图斯克随后澄清道，他可能在议会成功批准里斯本条约之后签署宪章。 然而，在条约生效后，一名波兰总统发言人称宪章已经适用于波兰，波兰不必从相关协议中退出，而政府也不会主动尝试退出相关协议。 波兰外交部长、公民纲领的拉多斯瓦夫·西科尔斯基称，协议只在波兰限定了宪章的应用，而正式放弃选择退出权则需要一份所有欧盟国家都批准的条约修正案。在2012年4月，民主左派聯盟领导人莱舍克·米莱尔称他如能当政则将签署宪章。根据英国籍歐洲議會議員安德鲁·多夫所言：波兰可以凭借其波兰宪法中设计的的一项机制决定修改或者退出协议，而这种可能性仍待审查中。

### 提议的选择退出权 - 捷克
2009年，捷克总统瓦茨拉夫·克劳斯拒绝批准里斯本条约，除非捷克可以获得一项对歐洲聯盟基本權利憲章的选择退出权（即前述波兰通过条约第三十条协议（Protocol 30）(法源)获取的选择退出权）。捷克担忧第二次世界大战后被驱逐出现今捷克领土的德国人会通过欧盟法院挑战这项曾经的驱逐决定。但法律专家表示，驱逐德国人的贝尼斯法令并不在欧盟法律管辖下。2009年，欧盟领导人同意在下一份加入条约中修正第三十条协议以囊括捷克的情况。
2011年9月，捷克政府正式向欧洲理事会提出请求，希望欧盟承诺在条约的修订可以在协议中加入捷克，具有此效力的决议被欧洲理事会提出。然而，捷克参议院在2011年10月通过一项决议，反对捷克加入协议。2011年克罗地亚加入欧洲联盟条约在2011年晚些时间签署，捷克协议并未被包含其中。2012年10月，欧洲议会宪制事务委员会同意了一份建议反对捷克加入协议的报告。2012年12月11日，欧洲议会委员会报告的第三稿公布，在2013年5月22日，欧洲议会投票赞同了要求欧洲委员会不审查已经提出的里斯本条约修正案的呼吁。但欧洲议会在之前已经同意了将捷克加入第三十项协议的修订不需要一份新的公约。2014年1月，新任捷克人权事务部长Jiří Dienstbier Jr.说他会尝试让捷克撤回已经发出加入第三十项协议的请求。新任首相博胡斯拉夫·索博特卡于2014年1月20日证实了这一点，并新一届政府赢得议会信任后不久，在一次与欧盟委员会主席若泽·曼努埃尔·巴罗佐的会谈中撤回了请求。2014年5月，欧盟理事会正式撤回了其建议成员国开展政府间会议以考虑已提议的条约修正案的内容。

### 自由、安全與正義的領域 – 丹麦、爱尔兰

完全参与自由、安全與正義的領域的国家
在自由、安全與正義的領域有选择参与权的国家
在自由、安全與正義的領域有选择退出权的国家

丹麦、爱尔兰和英国在欧洲联盟中的自由、安全與正義的領域有选择参与权。
爱尔兰和英国对于自由、安全與正義的領域（包括阿姆斯特丹条约之前的刑事領域警務與司法合作）中的立法有着灵活的选择退出权。这项权力允许其逐案决定选择参或退出立法或立法提议，而两国除在申根协议相关问题上确实都是如此。这项选择退出权最初是两国在1997年阿姆斯特丹条约中获得的，这项权力在里斯本条约中得到维持。
在里斯本条约第三十六项协议中，英国先于条约生效获得对一切警务和犯罪事务立法的选择性退出权。选择性退出的决定需要在2014年12月1日前述方式在欧洲法院司法管辖下之前至少六个月前提出。2014年7月，英国告知欧洲理事会，英国决定行使这项选择退出权。尽管协议仅允许英国在全部退出该部分立法和全部参与中二选一，但英国重新选择回到部分领域中。.
与之对比，丹麦在自由、安全與正義的領域有着更为干脆迅速的选择性退出。1992年爱丁堡协议规定：“丹麦将全部参与司法和内政合作。”，1997年阿姆斯特丹条约则包含了一份关于丹麦地位的协议使得丹麦以欧盟法律事实形式豁免于上述条款，但丹麦仍以政府间协作方式行使相关决议。在申根签证规则方面有所例外：申根既有规范的新措施被采纳后，丹麦有六个月时间决定是否参与，但丹麦不参与的话则丹麦可能被逐出申根区。一系列其它平行的政府间协议在欧盟和丹麦之间完成以拓展丹麦因其选择参与权而不能直接参与的自由、安全與正義的領域下的欧盟法规。这些条款被包含在布鲁塞尔公约和都柏林规则中。
在里斯本条约的谈判中，丹麦将在自由、安全與正義的領域（原先的司法和内政合作这一欧盟支柱的）的选择退出权（opt-in）转为像英国和爱尔兰那样较为灵活的逐案决定选择参与权(opt-in)。 协议要求，如果丹麦选择了后者，其将被欧盟法律下的申根规范管辖，而非在原先的政府间基础上。在2015年丹麥退出歐盟公投中，53.1%的投票民众拒绝了这一选项，因而丹麦选择维持原先状态。

## 法律保证
欧盟成员国曾多次因为国内民意反对以致某项欧盟条约在公投中被拒绝而无法被批准。
为帮助处理这些忧虑，欧盟曾提议向拒绝条约的国家提供法律保证。这些保证并未声称寄予这些国家如同选择退出权那样的豁免权利，不过会澄清或者解释部分条约以消除产生另类解读的疑虑。

### 公民权 – 丹麦
作为1992年爱丁堡协议的一部分，丹麦获得了一项待生效的马斯特里赫特条约中关于欧盟公民性质的澄清。这一协议是以欧洲理事会决议形式作出。决议的这一部分关于公民权的内容，只适用于丹麦，展示如下：
The provisions of Part Two of the Treaty establishing the European Community relating to citizenship of the Union give nationals of the Member States additional rights and protection as specified in that Part. They do not in any way take the place of national citizenship. The question whether an individual possesses the nationality of a Member State will be settled solely by reference to the national law of the Member State concerned.
翻译：建立欧洲共同体条约中关于公民权的第二部分寄予了成员国国民如此部分所确认的额外的权利和保护。国民身份不得取代国家的公民身份。个人是否拥有成员国国籍惟由成员国相关法律决定。
在公民权上寄予丹麦的保证并未被纳入各项条约之中，但其实质随后被加入阿姆斯特丹条约中而对所有成员国适用。这一部分申明：
Citizenship of the Union shall complement and not replace national citizenship.
翻译：联盟的公民权不会补足以及取代国家的公民身份。

### 关于里斯本条约的爱尔兰协议
在2008年爱尔兰选民公投拒绝里斯本条约后，一系列关于安全、国防、种族问题、税收等的保证被寄予爱尔兰，以期举行第二次公投。在2009年第二次公投中，条约被批准。这些保证仅为承诺将保证加入下一份条约中的宣言，因而并没有再次启动核准程序。
成员国們最终决定不签署附带克罗地亚加入欧盟条约的这一协议，而是签署了单独的一份文件。同等效力的草案由欧洲理事会提出，并由欧洲议会在2012年4月采纳。紧随之在5月16日举办了一次政府间会议，协议在会后至6月13日最终被所有欧洲联盟成员国签署。如果所有欧盟成员国在生效日前批准，协议于2013年7月1日生效，但实际至2014年12月1日协议方生效。

## 曾经的选择退出权
1992年欧盟成立前，英国的第一届梅傑内阁协商英国选择性退出成立欧盟的《马斯特里赫特条约》中的社会宪章。1997年英國大選后新成立的貝理雅內閣立即废除了这项选择退出权利。

### 防卫 – 丹麦
1992年爱丁堡协议包含了一项对丹麦的保证，内容为：丹麦不存在参加西歐聯盟的义务而西欧联盟这是共同安全与防务的一部分。另外，协议要求丹麦不得参加涉及防务的欧盟决议讨论中，不被涉及防务的欧盟决议约束。1997年的阿姆斯特丹条约包含了关于丹麦地位的协议，其中将丹麦在共同安全与防务政策(CSDP)的选择退出权正式化。因此，丹麦被排除出涉及防务的共同外交与安全政策讨论，也不参与涉及防务的海外行动。
因丹麥歐盟選擇退出權公投結果，丹麥於2022年7月1日加入歐盟共同安全和防務政策機制。

### 曾经的选择退出权提议
英国政府宣布举行英國去留歐盟公投之后，英国和欧盟达成一致：如果英国留在欧盟，将重新商讨英国的成员国事务。除了适用于欧盟所有成员国的法规修正案外，英国将会得到法律保证，豁免于欧盟各条约中申明的作为欧洲联盟象征性目标——也就是所谓的，深化融合以“创建更紧密联盟”。这项保证被涵盖在一项欧洲理事会决议中，并且承诺下次条约修订时会加入这项保证。
然而，公投结束后，英国决定脱离欧盟，因而这项豁免的保证失效。